# NGC 521
إن جي سي 521 (بالألمانية: NGC 521) التي يرمز لها بالرمز NGC 521، هي مجرة، في كوكبة قيطس.

## الاكتشاف
اكتشفت في 8 أكتوبر 1785، بواسطة ويليام هيرشل.